# Квебек (місто)
Квебе́к (фр. ville de Québec) — столиця провінції Квебек (Канада), відоме також під назвою Національна Столиця (фр. Capitale nationale), оскільки квебекці вважають себе нацією — хоча у них і немає власної держави. Місто — центр адміністративного регіону Національна столиця. Розташоване на північному березі річки Святого Лаврентія.

## Клімат
Місто знаходиться у зоні, котра характеризується вологим континентальним кліматом з теплим літом. Найтепліший місяць — липень із середньою температурою 19.4 °C (67 °F). Найхолодніший місяць — січень, із середньою температурою -12.2 °C (10 °F).
| Клімат Квебека          | Клімат Квебека | Клімат Квебека | Клімат Квебека | Клімат Квебека | Клімат Квебека | Клімат Квебека | Клімат Квебека | Клімат Квебека | Клімат Квебека | Клімат Квебека | Клімат Квебека | Клімат Квебека | Клімат Квебека |
| Показник                | Січ.           | Лют.           | Бер.           | Квіт.          | Трав.          | Черв.          | Лип.           | Серп.          | Вер.           | Жовт.          | Лист.          | Груд.          | Рік            |
| Абсолютний максимум, °C | 6              | 11             | 17             | 30             | 32             | 33             | 35             | 33             | 31             | 25             | 17             | 12             | 35             |
| Середній максимум, °C   | −7             | −6             | 0              | 7              | 16             | 21             | 24             | 23             | 17             | 10             | 2              | −5             | 8              |
| Середня температура, °C | −12            | −10            | −4             | 3              | 11             | 16             | 19             | 18             | 12             | 6              | 0              | −8             | 4              |
| Середній мінімум, °C    | −16            | −15            | −8             | 0              | 6              | 11             | 14             | 13             | 7              | 2              | −3             | −12            | 0              |
| Абсолютний мінімум, °C  | −35            | −31            | −29            | −20            | −6             | 1              | 3              | 1              | −5             | −7             | −22            | −32            | −35            |
| Норма опадів, мм        | 80             | 70             | 70             | 70             | 90             | 100            | 110            | 100            | 110            | 80             | 90             | 100            | 1130           |
| ----------------------- | -------------- | -------------- | -------------- | -------------- | -------------- | -------------- | -------------- | -------------- | -------------- | -------------- | -------------- | -------------- | -------------- |
| Джерело: Weatherbase    |                |                |                |                |                |                |                |                |                |                |                |                |                |

## Історія

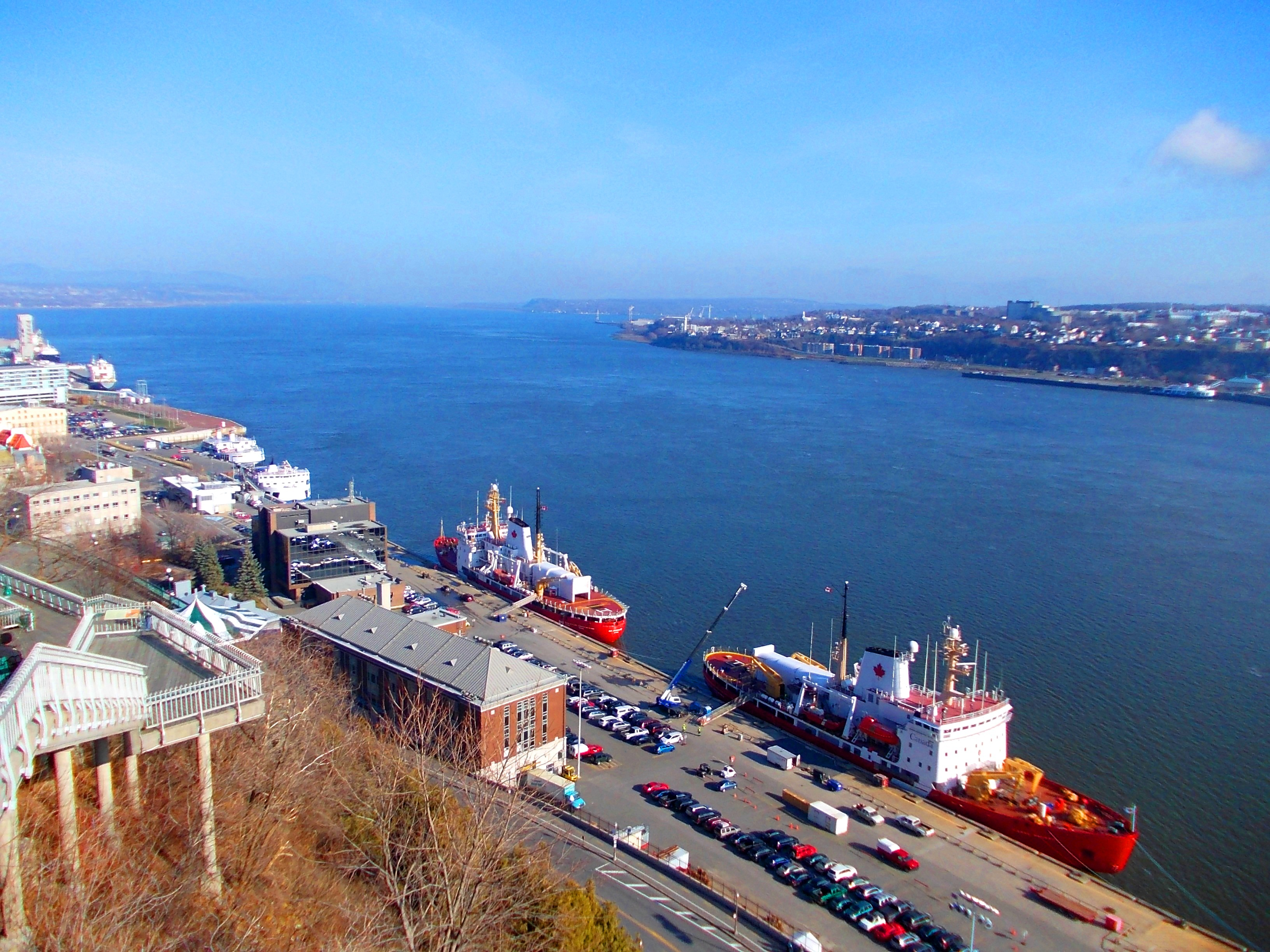
Узбережжя міста Квебек

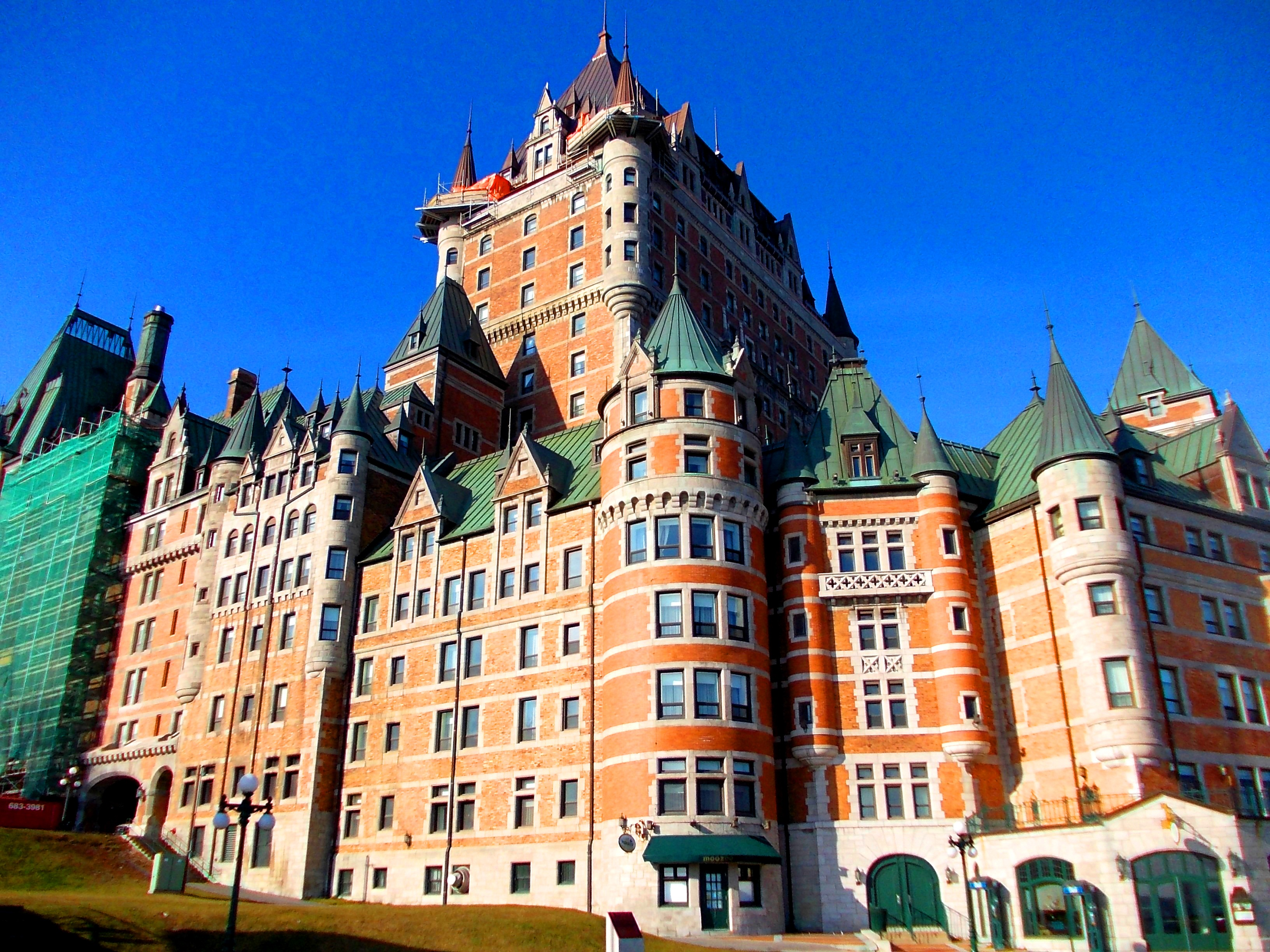
Замок Фронтенак

Місто Квебек, одне з найстаріших міст Північної Америки, засноване в 1608 році Самюелем де Шампленом (фр. Samuel de Champlain) — і до 1763 року вважалося столицею Нової Франції. У 1759, після поразки французьких військ та канадської міліції у битві на Полях Абраама, Нова Франція перестала існувати. Місто Квебек стало столицею нової британської колонії — опісля на певний час втратило статус столиці. Знову стало столицею у 1867, після утворення сучасної провінції Квебек.

## Сьогодення
За своїм духом Квебек — місто скоріш європейське, ніж північноамериканське. Найстаріший квартал міста — Ле-Пті-Шамплен (фр. Le Petit Champlain) — приваблює туристів архітектурою XVIII століття.
У місті проходять численні міжнародні конгреси. Тільки у 2008 році тут пройшов конгрес Міжнародної федерації бібліотечних асоціацій та установ та Міжнародний євхаристичний конгрес.
Щороку відбуваються місцеві свята:
- Квебекський карнавал (фр. Le Carnaval de Québec) — зимове свято із конкурсом льодових фігур та іншими розвагами.
- Літній фестиваль (фр. Le Festival d’été de Québec) — низка концертів у центрі міста.
- Свята Нової Франції (фр. Les Fêtes de la Nouvelle-France) — у старовинній частині міста волонтери, актори та звичайні громадяни ходять у костюмах часів Нової Франції і влаштовують різні театралізовані заходи.

Ці події приваблюють туристів зі всієї Канади, а також з США, Франції та інших країн.

## Національна та мовна ситуація
Квебек майже повністю франкомовне місто. Абсолютна більшість мешканців — етнічні французи. Інші національні групи складають досить маленький відсоток населення.
Англомовне населення — 9745 осіб, тобто 1,5 % від загальної кількості мешканців (2001, Statistique Canada). Крім того, англійську можна почути від туристів чи іноземних студентів.
Кількість іммігрантів незначна (принаймні, порівнюючи з іншими містами Північної Америки); проте після 2001 року кількість іммігрантів у місті значно збільшилася завдяки державній програмі «регіоналізації».

## Освіта
Університет Лаваль (фр. Université Laval), найдавніший франкомовний університет Північної Америки, заснований у 1663 році.

## Друкована преса
Головні газети міста Квебек — Le Soleil і Journal de Québec. Обидві виходять французькою мовою.

## Персоналії
- Люсіль Вотсон (1879—1962) — канадська актриса
- Ґленн Форд (1916—2006) — американський кіноактор.